# کلیسای هاکوپ مقدس، ایغدیر
کلیسای هاکوپ مقدس (به ارمنی Ակոռիի Սուրբ Հակոբ վանք - به انگلیسی Saint Hakob of Akori Monastery)، کلیسایی است متعلق به ارمنیان که در سال ۳۴۱ میلادی ساخته شده است. این کلیسا در شهر ایغدیر در ترکیه، (ارمنستان غربی) مستقر است.

## تاریخ
کلیسای هاکوپ مقدس توسط کشیش آشوری به نام هاکوب متسبناتسی اهل نصیبین در سال ۳۴۱ میلادی ساخته شد. این کلیسا در زلزله سال ۱۸۴۰ میلادی ویران شد. بنا به افسانه، هاکوب متسبناتسی برای پیدا کردن کشتی نوح بارها سعی نموده از کوه آرارات بالا برود ولی موفق نشد. یک روز در هنگام صعود از کوه به خواب می‌رود و در خواب خدا به او می‌گوید دیگر لازم نیست برای پیدا کردن کشتی نوح از کوه بالا برود او تکه‌ای از کشتی به او می‌دهد. کشیش وقتی از خواب بیدار می‌شود با تعجب تکه کوچکی از کشتی را می ببیند به همین دلیل او تصمیم می‌گیرد کلیسایی را در همان‌جا ایجاد کند.